# Buddy Hield

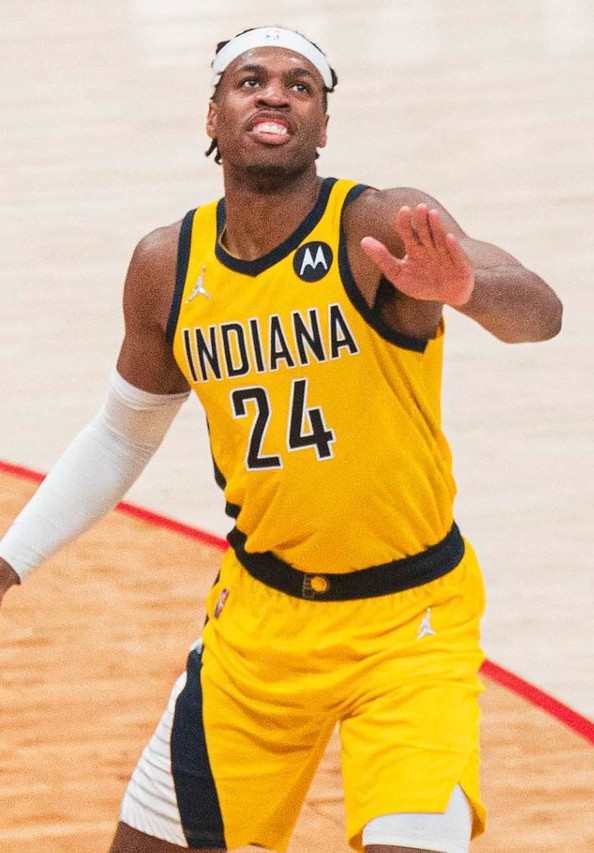
Buddy Hield med Indiana Pacers, 2022.

Chavano Rainer "Buddy" Hield, född 17 december 1992 i Freeport, är en bahamansk professionell basketspelare (SF/SG) som spelar för Golden State Warriors i National Basketball Association (NBA). Han har tidigare spelat för New Orleans Pelicans, Sacramento Kings, Indiana Pacers och Philadelphia 76ers.
Hield draftades av New Orleans Pelicans i första rundan i 2016 års draft som sjätte spelare totalt.
Innan han blev proffs studerade Hield på University of Oklahoma och spelade för deras idrottsförening Oklahoma Sooners.

## Lag
- New Orleans Pelicans (2016–2017)
- Sacramento Kings (2017–2022)
- Indiana Pacers (2022–2024)
- Philadelphia 76ers (2024)
- Golden State Warriors (2024–)